# 罗丝·芙朗辛·罗贡贝
罗丝·芙朗辛·罗贡贝（Rose Francine Rogombé，1942年9月20日—2015年4月10日）是一位加蓬政治人物，出生于法屬赤道非洲（现加蓬）兰巴雷内。
曾在法国留学，1980年代在政府担任妇女和人权部长。1990年代初期担任特别刑事法庭副庭长。2007年，她获得了神学学位。2009年6月至2009年10月担任代总统。罗贡贝在2009年2月被选为参议院议长，由于总统奥马尔·邦戈在2009年6月去世，依宪法规定，她暂时代理总统职务。她的职业是律师，为加蓬民主黨（PDG）的成员。罗贡贝是加蓬第一位女性国家元首。总统任期结束后，她回到参议院继续担任议长。2015年2月27日卸任。2015年4月10日罗贡贝在巴黎一个医院内去世。